# Thorndale
Thorndale város az USA Texas államában, Williamson megyében. Lakosainak száma 1263 fő (2020. április 1.).

## Népesség
A település népességének változása:
| Lakosok száma | 1278 | 1336 | 1263 |
|               | 2000 | 2010 | 2020 |